# Особняк Замкового
Особняк Замко́вого — памятник архитектуры во Владикавказе, Северная Осетия. Объект культурного наследия России регионального значения. Находится в историческом центре города в Иристонском районе на улице Баллаева, 7.
Здание из красного кирпича в стиле модерн построено в 1905 году по проекту городского архитектора В. И. Грозмани. Владельцем дома был предприниматель, гласный городской Думы Александр Владимирович Замковой, который в конце XIX века приехал во Владикавказ, чтобы построить здесь собственный дом для своей семьи. Однако у него не хватило средств для строительства и он отправился в Грозный, где он приобрёл нефтеносный участок и через некоторое время выгодно его продал и на вырученные средства построил дом на Ремесленной улице. В декабре 1916 года Александр Замковой был убит в окрестностях Реданта.
В 1920-е годы здание было национализировано. С сентября 1929 года в нём проживал секретарь временного ингушского Обкома ВКП(б) Иосиф Черноглаз, который был убит в феврале 1930 года на дороге между селением Галашки и хутором Нальгиева. Особняк во время проживания Иосифа Черноглаза использовался для размещения в нём Ингушского областного комитета.
В последующие годы в здании располагались различные государственные учреждения и редакция газеты «Молодой коммунист». В настоящее время в здании находится Союз архитекторов Северной Осетии.
Архитектура
Здание представляет собой образчик владикавказского особняка. Дом отличается оригинальной кирпичной кладкой под расшивку швов и выделяющейся цокольной частью. Карнизы и подоконные элементы выполнены из природного камня. Особенностью дома являются окна высотой около трёх метров. Окна состоят из одного переплёта, заполненного зеркальным стеклом и вращающихся вертикально вокруг своей оси. Развита мансардная часть, которая придаёт зданию необычные пропорции. На кровле дома находится световой фонарь, который освящает центральный зал парадной. Около здания был разбит небольшой сквер с малыми архитектурными формами с фонтаном и скульптурными композициями.
В здании находятся три лепных камина. Один из каминов, имеющий коричневый цвет, расположен в кабинете справа от центрального входа. В гостевой части особняка находится второй камин, идентичный кабину, находящемуся в кабине, однако этот камин выполнен из белого природного камня. В жилой части дома находится третий, небольшой миниатюрный камин, выполненный из тёмного камня.